# Campeonato do Mundo de Hóquei em Patins Feminino de 2021
O Campeonato do Mundo de Hóquei em Patins Feminino de 2022 foi a 16ª edição desta prova, integrada na terceira edição dos Jogos Mundiais de Patinagem. Realizou-se na cidade de San Juan. Originalmente previsto para 2021, foi alterado para 2022 devido ao adiamento de todas as provas de 2020 para 2021 no contexto da pandemia de COVID-19.

## Resultados
Campeonato do Mundo  
Taça Intercontinental  

## Classificação Final
| Campeonato do Mundo | Campeonato do Mundo |      | Taça Intercontinental | Taça Intercontinental |
| Rank                | Pais                | Rank | Pais                  |                       |
| ------------------- | ------------------- | ---- | --------------------- | --------------------- |
|                     | Argentina           | 9º   | Suíça                 |                       |
|                     | Espanha             | 10º  | Brasil                |                       |
|                     | Portugal            | 11º  | Austrália             |                       |
| 4º                  | Itália              | 12º  | México                |                       |
| 5º                  | Chile               |      |                       |                       |
| 6º                  | França              |      |                       |                       |
| 7º                  | Colômbia            |      |                       |                       |
| 8º                  | Alemanha            |      |                       |                       |

## Internacional
- ws america
- ws europe
- world skate
- FPP
- CBHP
- HóqueiPatins.pt
- hoqueipt
- plurisports